# Desmozom
Desmozomul (de asemenea denumit și macula adhaerens ) este un tip de joncțiune celulară specializată în adeziunea puternică a două celule. Au un aspect ca de pete, acestea reprezintând punctele în care membranele plasmatice ale părților laterale ale celor două celule sunt legate. Desmozomul a fost descoperit de către Giulio Bizzozero, un patolog italian.